# Marta Manser
Marta Manser (* 1962) ist eine Schweizer Professorin für Verhaltensbiologie am Institut für Evolutionsbiologie und Umweltwissenschaft der Universität Zürich.

## Leben
Manser ist auf einem Bauernhof in der Ostschweiz aufgewachsen und machte zuerst eine Lehre als Biologielaborantin bei Hoffmann-La Roche. Nach abgeschlossener Ausbildung merkte sie, dass diese Arbeit längerfristig nichts für sie ist. Nach einigen Jahren Arbeit und Freiwilligenarbeit fing sie 1988 ein Biologiestudium an der Universität Basel. 1992 machte sie ihren Master am Zoologischen Institut der Universität Basel. Ab 1994 forschte sie in der Large Animal Research Group am Zoologischen Institut der Universität Cambridge in England. 1998 promovierte sie und war fortan als Post-Doktorandin am Psychologischen Institut der University of Pennsylvania in Philadelphia, USA, tätig. Ab 2002 hatte sie eine SNF-Förderprofessur am Zoologischen Institut der Universität Zürich inne. Von 2008 bis 2015 war sie ausserordentliche Professorin für Verhaltensbiologie am Institut für Evolutionsbiologie und Umweltwissenschaft an derselben Universität. Seit 2015 ist sie ordentliche Professorin und untersucht mit ihrer Forschungsgruppe die Kommunikation und Kognition von sozialen Säugetieren. Manser ist führende  Erdmännchen-Expertin der Schweiz und untersucht deren Gruppenleben unter anderem am Standort Irchel der Universität Zürich, wo sie eine Gruppe Erdmännchen hält, die sie direkt vor Ort beobachtet. Sie ist auch Forschungsleiterin des Kalahari Meerkat Project im Kuruman River Reserve im Norden von Südafrika. Sie hat unter anderem entdeckt, dass Erdmännchen für jeden unterschiedlichen Feind einen anderen Warnruf haben und somit genau wissen, woher die Gefahr droht.
Sie ist auch im Vorstand der Zoologischen Gesellschaft Zürich.